# 新座市立第二中学校
新座市立第二中学校（にいざしりつ だいにちゅうがっこう）は、埼玉県新座市にある公立中学校。略称は新座二中（にいざにちゅう）、座ニ（ざに）令和6年3月31日現在、30学級980名。

## 概要
1970年度に北足立郡より分割され市政執行された新座市は、ベッドタウンとしての需要を満たすべく積極的に住人受け入れを進めたため、対象学区内での児童数が激増し従来の区画では捌ききれなくなった。そのため1971年度に大和田校区、東北校区、大正校区の三区を対象に1500人以上を収容できる大規模校として設校された。令和6年現在埼玉県内でもトップクラスの収容数を誇る。

## 沿革
| 昭和46年4月        | 新座市の人口増加により、国道254号線を境として、大和田・東北・大正小学校の 三校を学区とする本校が開校（プレハブ２階建校舎で開校）                 |
| 4月                | 千葉不二郎初代校長着任 |
| 4月                | 第１回入学式挙行 |
| 6月                | 校服（標準服）制定 |
| 9月                | 校章制定 |
| 11月               | 新校舎へ移転（開校記念日） |
| 12月               | PTA設立総会開催 |
| 昭和47年8月        | プール完成 |
| 10月               | 校旗完成披露 |
| 11月               | 文化祭（生徒が中心となりバザー） |
| 昭和48年1月        | 体育館竣工・落成 |
| 3月                | 校歌制定披露 |
| 3月                | 第１回卒業証書授与式挙行 |
| 昭和49年4月        | 新井正敏第２代校長着任 |
| 昭和50年3月        | 第２期増築校舎竣工 |
| 昭和51年12月       | 男子剣道部県南大会優勝 |
| 昭和52年4月        | 学区内に第四中学校分離・特殊学級開設 |
| 昭和53年4月        | 田中武蔵第３代校長着任 |
| 昭和55年4月        | 千葉信次第４代校長着任 |
| 11月               | １０周年記念式典実施 |
| 昭和60年4月        | 山口常義第５代校長着任 |
| 昭和63年4月        | 大石茂第６代校長着任 |
| 平成2年11月        | ２０周年記念式典実施 |
| 平成3年4月         | 番場照夫第７代校長着任 |
| 平成4年12月        | パソコンルーム新設 |
| 平成5年4月         | 松本敏男第８代校長着任 |
| 平成8年4月         | 遠藤良宏第９代校長着任 |
| 平成10年/2月       | 市教育委員会研究委嘱 保健体育科・音楽科・技術家庭科研究発表                                                                                      |
| 4月                | さわやか相談室開設 |
| 11月               | 市研究委嘱 保健体育科・音楽科・技術家庭科・理科研究発表                                                                                          |
| 平成11年4月        | 阿部哲生第１０代校長着任 |
| 5月                | 学校開放講座開設 |
| 6月                | 文部省指定「体育・スポーツ推進校」委嘱式挙行 |
| 11月               | 市教育委員会研究委嘱 理科・保健体育科研究発表 |
| 平成12年2月        | 県教育委員会マルチメディア学校間連携推進事業協力校委嘱                                                                                           |
| 2月                | 学校開放講座開設 |
| 10月               | 文部科学省指定「体育・スポーツ推進校」研究発表会                                                                                                 |
| 12月               | 開校３０周年記念の集い挙行 |
| 平成14年3月        | 第３０回卒業証書授与式 |
| 4月                | 川島勝治第１１代校長着任 |
| 平成15年4月        | 日本体育・学校健康センター埼玉県教育委員会委嘱 「学校給食における、学校・家庭・地域連携推進事業」                                                |
| 平成16年1月        | 市研究委嘱「積極的な生徒指導を踏まえた学習指導法の改善」本発表                                                                                   |
| 11月               | (独立行政法人)日本スポーツ振興センター･埼玉県教育委員会委嘱 「学校給食における、学校･家庭･地域の連携推進事業」本発表                             |
| 平成17年4月        | 渡邉 章・第１２代校長着任 |
| 平成18年2月        | 市研究委嘱 英語科「実践的コミュニケーション能力を目指した指導法の研究」 技術家庭科「学習過程における生徒一人ひとりの発達、成長を促す評価の工夫」 |
| 平成18・19・20年度 | 新座市教育委員会委嘱 自ら考え、主体的に学習する生徒を育む指導方法の研究 －「わかる授業」の創造－ » 研究主題                                      |
| 平成21年4月        | 森田 和憲・第１３代校長着任 |
| 平成21・22・23年度 | 新座市教育委員会委嘱 自ら考え、主体的に学習する生徒を育む指導方法の工夫 －「確かな学力」の定着－ » 研究主題                                      |
| 平成21年8月        | サッカー部新人戦県大会初優勝 |
| 8月                | 全日本中学校陸上競技大会女子 100m出場 |
| 平成22年6月        | 武道場新設 |
| 6月                | エレベーター設置工事完了 |
| 8月                | 全日本中学校陸上競技大会女子 100・200m出場 |
| 9月                | 体育館大規模改修工事終了 |
| 11月               | ４０周年記念式典実施 |
| 平成23年4月        | 橋本 政幸・第１４代校長着任 |
| 平成23年8月        | 全日本中学校陸上競技大会女子２００ｍ出場 |
| 平成24年1月        | 新座市教育委員会委嘱「自ら考え、主体的に学習する生徒を育む指導方法の工夫」本発表                                                                 |
| 3月                | テニスコート工事完了 |
| 平成24・25・26年度 | 新座市教育委員会委嘱 自ら考え、主体的に学習する生徒を育む指導方法の工夫 －言語活動の充実－ » 研究主題                                            |
| 平成25年1月        | 新座市中学校体育連盟年間総合得点 男子の部１位、女子の部１位                                                                                      |
| 平成25・26年度     | 埼玉県体力課題解決研究校の指定・新座市教育委員会委嘱 『コツコツときたえた体は たからもの』                                                       |
| 平成25・26年度     | 埼玉県歯科医師会委嘱 『生きる力をはぐくむ歯・口の健康づくり推進事業』及び 『歯・口の外傷予防と安全教育の推進事業に関するモデル事業』推進校       |
| 平成26年1月        | 新座市中学校体育連盟年間総合得点 男子の部１位、女子の部１位 第14回全国中学校創造ものづくりお弁当コンクール 日本家庭科教育学会 会長賞受賞         |
| 平成26年4月        | 田村 和昭・第１５代校長着任 |
| 平成26年8月        | 校舎トイレ改修工事 |
| 平成26年8月        | 剣道関東大会女子個人の部 第３位 |
| 平成26年11月       | 埼玉県指定体力向上課題解決研究発表会 |
| 平成27年1月        | 新座市中学校体育連盟年間総合得点 男子の部２位 女子の部１位                                                                                       |
| 平成27年2月        | 新座市教育委員会委嘱学力向上研究発表会 「自ら考え、主体的に学習する生徒をはぐくむ指導方法」 ～言語活動の充実～                                   |
| 平成27年11月       | 新座達人セミナー数学「一次関数」 |
| 平成28年1月        | 新座市中学校体育連盟年間総合得点 男子の部１位 女子の部１位                                                                                       |
| 平成28年8月        | 全国中学校水泳競技大会 女子100ｍ平泳ぎ出場 全日本中学校水泳競技大会 男子200ｍ、女子800ｍ、100ｍH出場                                             |
| 平成28年10月28日   | ジュニアオリンピック 男子Aクラス200ｍ出場 |
| 平成29年8月        | 全日本中学校陸上競技大会 男子砲丸投げ、女子走り高跳出場                                                                                          |
| 平成29年10月       | ジュニアオリンピック 女子Aクラス走り高跳出場 |
| 平成29年11月16日   | 新座市教育委員会委嘱学力向上研究発表会 「思考力・判断力・表現力をはぐくむ授業改善の研究」                                                        |
| 平成30年1月        | 新座市中体連年間総合 男子３位、女子１位 |
| 平成30年4月1日     | 伊藤 進、第１６代校長着任 |
| 平成31年1月        | 新座市中体連年間総合 男子２位、女子１位 |
| 令和2年1月         | 新座市中体連年間総合 男子１位、女子２位 |

## 歴代校長
| 代 | 校長       | 校長                         | 在任期間 |
| -- | ---------- | ---------------------------- | -------- |
| 1  | 千葉不二郎 | 1971年4月1日 - 1974年3月31日 | 3年      |
| 2  | 新井正敏   | 1974年4月1日 - 1978年3月31日 | 4年      |
| 3  | 田中武蔵   | 1978年4月1日 - 1980年3月31日 | 2年      |
| 4  | 千葉真次   | 1980年4月1日 - 1985年3月31日 | 5年      |
| 5  | 山口常義   | 1985年4月1日 - 1988年3月31日 | 3年      |
| 6  | 大石茂     | 1988年4月1日 - 1991年3月31日 | 3年      |
| 7  | 番場照夫   | 1991年4月1日 - 1993年3月31日 | 2年      |
| 8  | 松本敏男   | 1993年4月1日 - 1996年3月31日 | 3年      |
| 9  | 遠藤良宏   | 1996年4月1日 - 1999年3月31日 | 3年      |
| 10 | 阿部哲生   | 1999年4月1日 - 2002年3月31日 | 3年      |
| 11 | 川島勝治   | 2002年4月1日 - 2005年3月31日 | 3年      |
| 12 | 渡邉章     | 2005年4月1日 - 2009年3月31日 | 4年      |
| 13 | 和田和憲   | 2009年4月1日 - 2011年3月31日 | 3年      |
| 14 | 橋本政幸   | 2011年4月1日 - 2014年3月31日 | 3年      |
| 15 | 田村和昭   | 2014年4月1日 - 2018年3月31日 | 4年      |
| 16 | 伊藤進     | 2018年4月1日 - 2023年3月31日 | 5年      |
| 17 | 小関直     | 2023年4月1日 - 現職          | 現職     |

## 所在地
- 埼玉県新座市野火止七丁目17番10号

## 出身者
- 三宅宏実（重量挙げ選手）
- 相本久美子（女優・タレント）
- 川島海荷（女優）
- 西田隆一（演出家・放送作家・副音声作家）

設立２年目、第３回全国中学校卓球大会　埼玉県代表として出場